# Lloyd Bentsen
Lloyd Millard Bentsen, Jr. (11. februar 1921 – 23. maj 2006) var en amerikansk senator fra Texas gennem fire perioder (1971-93) og det demokratiske partis vicepræsidentkandidat i 1988, da Michael Dukakis søgte at blive præsident. Han var også i Repræsentanternes Hus (1949-55). I sine sidste aktive år i politik var han formand for senatets finanskomite og desuden finansminister i Clinton-administrationens første år.

## Baggrund
Bentsen blev født i Mission i Hidalgo County i det sydlige Texas til børnebørn af de danske indvandrere Lloyd Millard Bentsen, Sr. og Edna Ruth Colbath. Bentsen var en Ørne-drengespejder (engelsk: Eagle Scout) og blev tildelt the Distinguished Eagle Scout Award fra Texas afdelingen af  de amerikanske drengespejdere. Han tog juridisk embedseksamen fra University of Texas School of Law i 1942. Efter sin eksamen tjente han i det amerikanske luftvåben (1942-45). Efter en kort udstationering som menig i efterretningstjenesten i Brasilien blev han pilot, og begyndte tidligt i 1944 at flyve kamp-missioner i Boing B-24'er med 449th Bomb Group fra det sydlige Italien. Da han var 23, blev han forfremmet til major, og tildelt kommandoen over 600 mand, med ansvaret for 15 bombemaskiner, deres besætninger og vedligeholdelses-enheder. 
I løbet af femten måneder i kamp, fløj Bentsen 33 missioner mod stærkt befæstede mål, bl.a. Ploieşti-oliefelterne i Rumænien, som var afgørende for Nazi-Tysklands krigsproduktion. Den 15. luftstyrkeenhed (engelsk: 15th Air Force), under hvilken  449th Bomb Group hørte, er krediteret for at have ødelagt al olieproduktion indenfor dens rækkevidde, hvilket var lig med halvdelen af Tysklands brændstof-kilder på kontinentet. Major Bentsens enhed fløj også mod kommunikationscentre, flyvemaskine-fabrikker og industrielle mål i Tyskland, Italien, Østrig, Tjekkoslovakiet, Ungarn, Rumænien og Bulgarien. Bentsen deltog i bombetogter som støtte for  Anzio-kampagnen og fløj bombere mod hårde mål som forberedelse til invasionen af Syd-Frankrig. 
Bentsen blev tildelt the Distinguished Flying Cross,  en af Army Air Corps og nu  Air Force's højeste anerkendelser for flyvende heroisme. Derforuden blev Bentsen tildelt the Air Medal med tre Egeblade (Engelsk:Oak Leaf Clusters). Air Medaljen og hver af de følgende egeblade blev tildelt for at have udført et specifikt antal kampmissioner.  Før han afsluttede sin militære karriere blev han forfremmet til Oberst af reserven i Luftvåbenet.

## Tidlig politisk karriere
Efter krigen tog Bentsen tilbage til sin fædrene Rio Grande Valley. Han tjente folket i sin hjemstavn fra 1946-55, først som administrativ dommer i Hidalgo County, Texas, inden han blev indvalgt for tre på hinanden følgende perioder i Repræsentanternes Hus. For hver af hans tre valgkampe, var Bentsen uden modstandere. Mens han var medlem af Repr. Hus, advokerede Bentsen imod at bruge atomvåben mod nordkoreanske byer, hvis de ikke trak sig tilbage til nord for den 38. breddegrad. I 1954 afviste han at søge genvalg, og påbegyndte hvad der skulle vise sig at blive en indbringende karriere i næringslivet.

## Forretnings-karriere
I 16 år arbejdede Bentsen i Houstons finansielle sektor. Han var succesfuld og blev meget velhavende. I 1970 var han blevet præsident for Lincoln Consolidated, en finansiel investeringsvirksomhed.

## Tilbage til politik
Efter sin succesfulde primær-valgkamp, som fjernede den siddende repræsentant for Texas, den liberale Ralph Yarborough fra 1970's nominering af Texas' repræsentant i Senatet, gav Bentsen afkald på alle sine direktør- og bestyrelsesposter i erhvervslivet.
Senere det år vandt Bentsen over Kongresmand og senere præsident George H.W. Bush. På valgnatten, da stemmerne var talt op, havde Bentsen slået Bush overbevisende.

## 1976 præsidentvalgkampen
Bentsen begyndte i 1974 at føre kampagne for at blive nomineret som det demokratiske partis præsidentkandidat til valget i 1976. I 1974 besøgte han 30 stater og fik skrabet 350.000 $  sammen ved blot et enkelt fundraiser- arrangement i Texas. Bentsen tilkendegav officielt, at han var kandidat, den 17. februar 1975, og tidlig dette år havde han allerede fået  over 1 mio. $ ind i bidrag til sin valgkamp; kun George Wallace fra Alabama og Henry M. "Scoop" Jackson  fra Washington havde skrabet flere penge sammen på det tidspunkt. Bentsen var ikke god til at organisere på nationalt niveau, og mange iagttagere var enige om, at den uerfarne senator stillede op uden noget egentligt håb om at vinde nomineringen, håbende i stedet på at sikre sig nomineringen som vicepræsident.
Wallace og Jackson blev betragtet som de største bejlere for de moderat til konservative vælgere, som Bentsen appellerede til; tidligt i valgkampen var det få, som forudså at Jimmy Carter fra Georgia også effektivt skulle være i stand til at appellere til denne gruppe.
Da oktober 1975 oprandt, trappede Bentsen sin kampagne ned til kun at omfatte 8-10 stater, i erkendelse af at han kun genererede liden national opmærksomhed i meningsmålingerne – i stedet håbede han på et uafklaret konvent. I den første stat som Bentsen kastede sig ud i med næb og klør, Mississippi, opnåede han kun 1.6% af stemmerne. To uger senere satsede Bentsen resten af sin kampagne og ressourcer på at vinde i nabostaten Oklahoma, men blev nummer tre med kun 12 % af stemmerne. Få dage senere lukkede Bentsen sin nationale valgkampagne ned og blev kun tilbage i kampen i Texas. Men ved primærvalget den 1. maj 1976 vandt Jimmy Carter 92 ud af Texas' 98 delegerede. Den senere nominerede og præsident, Carter, blev senere citeret for, at han havde forventet en meget stærkere indsats af Bentsen, men at Bentsens manglende nationale kampagne havde gjort udslaget.